# Buzoku
Buzoku (la tribu) était le nom le plus connu d'un groupe de contre-culture informel au Japon dans les années 1960 et 1970. 

## Origines
Les personnalités centrales des débuts du groupe installé dans l'arrondissement de Shinjuku à Tokyo ainsi que la direction incluent Nanao Sakaki, Tetsuo Nagasawa, Sansei Yamao, Mamoru Kato et Kenji Akiba, qui tous partagent un intérêt pour une communauté alternative, libre du matérialisme.

## Nom
Ce groupe s'appelle d'abord l'« Académie Bum » ou parfois Harijan et publie trois numéros d'un magazine, Psyché. À l'époque où le groupe obtient des terres dans la préfecture de Nagano et à Suwanose-jima, « la tribu » (Buzoku) devient leur nom le plus connu. À partir de décembre 1967, ils publient un journal également intitulé Buzoku.

## Appartenance
En 1970, selon Yamao, quelques milliers de jeunes se sentent à un certain degré proches de la tribu. Gary Snyder, universitaire et poète américain en est également un membre influent. Le yogi Bhagavan Das passe quelque temps avec la tribu à Suwanosejima en 1971-2.

## Âshram
Sakaki trouve des terres disponibles à Suwanose-jima et y emmène quelques amis à partir de la ferme des hautes terres qu'ils ont déjà installée à Nagano en mai 1967. C'est le début du Âshram Banyan. En 2004, selon Sakaki, une dizaine de familles vivaient encore dans cette commune.